# April 2013
| April 2013 |
| Månader under 2013: Januari · Februari · Mars · April · Maj · Juni · Juli · Augusti · September · Oktober · November · December ← December 2012 · Januari 2014 → |

## Händelser

### 13 april
- Omar Mustafa, som en vecka tidigare valts in i Socialdemokraternas partistyrelse, meddelar att han lämnar samtliga uppdrag inom partiet.

### 14 april
- Kroatien håller val till Europaparlamentet inför dess planerade anslutning till Europeiska unionen den 1 juli.

### 15 april

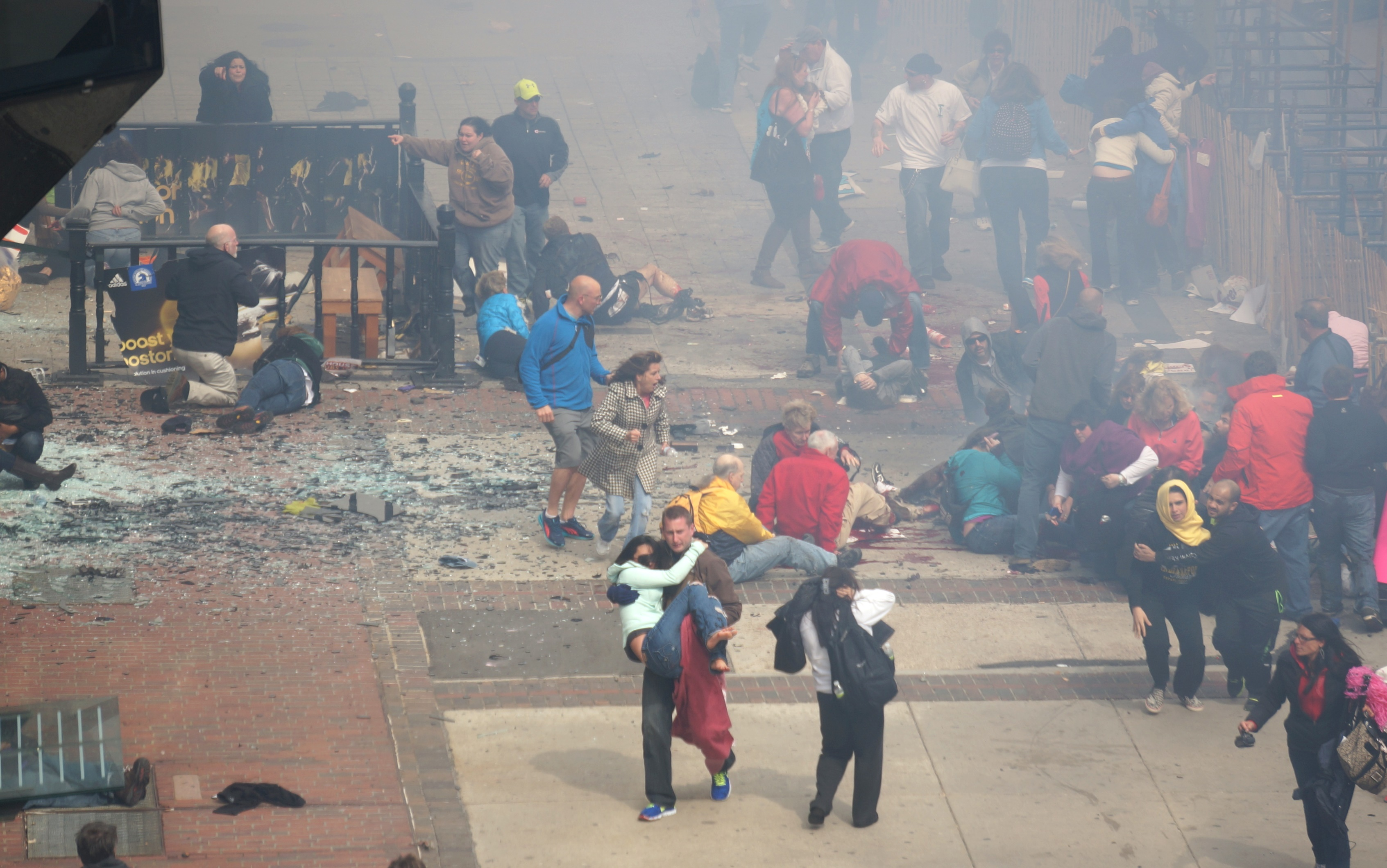
Bombdåden vid Boston Marathon.

- Bombdåd mot Boston Marathon skakar USA. Två bomber sprängs, tre åskådare dödas och 185 tävlande skadas.

### 19 april
- De två bröder som misstänks för bombdåden vid Boston Marathon 2013 skadas i en eldstrid med polis. Den äldre brodern, Tamerlan Tsarnajev, dödas i samband med gripandet medan den yngre brodern Dzjochar Tsarnajev arresteras med svåra skottskador.

### 22 april
- Ryskt militärflyg övar mot svenska mål.

### 30 april
- Drottning Beatrix av Nederländerna abdikerar efter 33 år på tronen till förmån för sin son Willem-Alexander.[1] Han blir därmed Nederländernas första kung på 123 år.